# Štěpán Kučera (kameraman)
Štěpán Kučera (* 1968 Praha) je český kameraman, který se podílel na tvorbě řady filmů včetně Pasti, pasti, pastičky (1998) nebo Návratu idiota (1999), syn kameramana Jaroslava Kučery a režisérky Věry Chytilové. Jeho sestra Tereza Kučerová (* 1964) je výtvarnicí.

## Profesní kariéra
V roce 1993 vystudoval obor kamera na Filmové a televizní fakultě Akademie múzických umění v Praze, na níž získal Cenu Josefa Hlávky za studijní výsledky. Za nasnímání Gedeonovy hořké komedie Návrat idiota obdržel Cenu asociace českých kameramanů. Dvakrát obdržel Českého lva za nejlepší kameru za Cesta ven (2014) a Zátopek (2021).

## Filmografie

### Kameramanská
- 1992 – Jezevec nosí pochybnosti
- 1993 – Paní Le Murie
- 1994 – Celnice
- 1994 – Barevná etuda
- 1996 – Marian
- 1997 – Jak se žije s nebožtíky podle Věry Chytilové
- 1997 – Jak se žije na posázavském pacifiku podle Věry Chytilové
- 1997 – Jak se žije bachařům podle Dagmar Smržové
- 1998 – Pasti, pasti, pastičky
- 1999 – Návrat idiota
- 2000 – Vzlety a pády
- 2001 – Paralelní světy
- 2002 – Nepodepsaný knoflík
- 2003 – Trója v proměnách času
- 2003 – Fricasse
- 2004 – Cesta – portrét Věry Chytilové
- 2009 – Suplent
- 2014 – Cesta ven
- 2015 – Nikdy nejsme sami
- 2016 – Nikdy nejsme sami
- 2017 – Skokan
- 2021 – Zátopek

#### Druhá kamera
- 1997 – Mandragora

### Herecká
- 1976 – Hra o jablko (syn Martiny)
- 1979 – Panelstory aneb Jak se rodí sídliště
- 1981 – Kalamita (syn řezníka)
- 1988 – Kopytem sem, kopytem tam

## Ocenění
- nominace na cenu za nejlepší kameru za Cenách české filmové kritiky 2014 za film Cesta ven
- Dvakrát obdržel Českého lva za nejlepší kameru za Cesta ven (2014) a Zátopek (2021).